# 侯宣多
侯宣多（？—前625年），侯氏，春秋时期郑国的卿。
前636年（周襄王十六年、魯僖公二十四年、郑文公三十七年），周襄王因为王子带相逼，出奔汜地。郑文公和孔將鉏、石甲父（石癸）、侯宣多到汜地问候天子的官员和检查供应天子的器用，然后听取关于郑国的内政，《左传》认为是合于礼的。郑国的公子兰逃亡到晋国，前630年（周襄王二十二年、魯僖公三十年、郑文公四十三年），公子兰跟随晋文公攻打郑国，请求不要参加对郑都的包围。晋文公让他在东部边境等候命令。石癸、侯宣多把公子兰接回郑国，让他做太子，向晋国讲和。两年后，郑文公去世，石癸、孔将鉏、侯宣多在大宫里盟誓以后而立了公子兰为国君，即郑穆公。前625年（周襄王二十七年、鲁文公二年、郑穆公三年），郑穆公即位三年，召蔡莊侯一起朝觐晋襄公。九月，蔡莊侯经过郑国前去晋国。郑国由于侯宣多作乱，郑穆公因此而不能和蔡莊侯一同至晋国。十一月，消灭了侯宣多，就随同蔡莊侯向晋国朝觐。